# Каналисо, Валентин
Хосе Валентин Раймундо Каналисо Бокадильо (исп. José Valentín Raimundo Canalizo Bocadillo; 14 января 1794 — 20 февраля 1850) — мексиканский политик консервативного толка. Был последовательным сторонником и доверенным лицом генерала Антонио Лопеса де Санта-Анны. Дважды исполнял обязанности президента Мексики в 1843 и 1844 годах.